# Fahri Eren Pamuk
Fahri Eren Pamuk (* 20. April 1994 in Osmancık) ist ein türkischer Fußballspieler.

## Karriere
Pamuk begann mit dem Vereinsfußball in der Jugend von Osmancıkgücü, dem Sportverein seiner Heimatstadt Osmancık. Nachfolgend wechselte er in die Jugendabteilungen von Türk Telekomspor und Kardemir Karabükspor, kehrte aber beide Mal zu Osmancıkgücü zurück. Von hier aus wechselte er 2013 in die Nachwuchsabteilung von Boluspor.
Gegen Ende der Saison 2014/15 wurde er erst am Training der Profimannschaft beteiligt und gab schließlich am 23. Mai 2015 in der Ligabegegnung gegen Orduspor sein Profidebüt. Im Dezember 2014 hatte er von seinem Klub auch einen Profivertrag erhalten.
Für die Rückrunde der Saison 2015/16 wurde er an Niğde Belediyespor ausgeliehen.